# Panzerfaust (album)
A Panzerfaust a norvég black metal együttes Darkthrone ötödik nagylemeze. 1995 júniusában jelent meg Európában a Moonfog, az Egyesült Államokban a The End Records kiadó által.

## Áttekintés
Az album stílusában hasonló a korai Cetlic Frost-albumokhoz, különösen a "Triumphant Gleam", a "The Hordes of Nebulah" és a "Beholding the Throne of Might" számok. A dalok hangminősége követi a Transilvanian Hunger "nyers" vonalát. Emiatt több kritikát is kapott az album. Az éneksávok a keverés következtében hangosabbak lettek a kelleténél, így azokban a részekben, amelyekben ének van, a hangszerek elhalkulnak. A "Quintessence" című szám szövegét a black metal mozgalom egyik leghírhedtebb alakja, Varg Vikernes írta.
2010 októberében a Panzerfaust újra ki lett adva egy kétlemezes változatban a Peaceville Records kiadó által. A második lemezen Fenriz elmagyarázza az album készítését és a dalok témáit. A kommentárban Fenriz megjelölte a Cetlic Frost 1984-es Morbid Tales, a Bathory 1986-os Under the Sign of the Black Mark és a Vader 1989-es Necrolust albumát riff-inspirációnak.

## Számlista
Az összes dalszöveg szerzője Fenriz, kivéve a megjelölt helyen; az összes szám szerzője a Darkthrone.
| 1.    | En vind av sorg                         | 6:21 |
| 2.    | Triumphant Gleam                        | 4:24 |
| 3.    | The Hordes of Nebulah                   | 5:33 |
| 4.    | Hans siste vinter                       | 4:50 |
| 5.    | Beholding the Throne of Might           | 6:06 |
| 6.    | Quintessence (dalszöveg: Varg Vikernes) | 7:38 |
| 7.    | Snø og granskog (Utferd)                | 4:08 |
| 39:00 |                                         |      |

## Közreműködők
- Fenriz – dob, gitár, basszusgitár, szintetizátor, ének a 7. számon, produkció
- Nocturno Culto – ének (kivéve a 7. számot), produkció

## Fordítás
Ez a szócikk részben vagy egészben  a   Panzerfaust (album) című angol Wikipédia-szócikk fordításán alapul.  Az eredeti cikk szerkesztőit annak laptörténete sorolja fel. Ez a jelzés csupán a megfogalmazás eredetét és a szerzői jogokat jelzi, nem szolgál a cikkben szereplő információk forrásmegjelöléseként.